# وانغ يون
وانغ يون (بالصينية: 王赟) هو لاعب كرة قدم صيني، ولد في 28 مارس 1983 في شانغهاي في الصين. شارك مع منتخب الصين لكرة القدم. أما مع النوادي، فقد لعب مع شانغهاي غرينلاند شينهوا ونادي داليان شيده ونادي غويزهو رينهي.

## وصلات خارجية
- وانغ يون على موقع قاعدة بيانات كرة القدم.إي يو (الإنجليزية)
- وانغ يون على موقع ناشيونال فوتبول تيمز (الإنجليزية)
- وانغ يون على موقع Soccerway.com (الإنجليزية)